# مهرجان الثلج في سابورو
مهرجان الثلج في سابورو (さっぽろ雪まつり Sapporo Yuki-matsuri) هو مهرجان يقام سنويًا في سابورو باليابان على مدار سبعة أيام في فبراير. أودري بارك، سوسوكينو، ومجتمع قبة سابورو هي المواقع الرئيسية للمهرجان.
يعتبر واحد من أكبر وأشهر الأحداث الشتوية في اليابان. في عام 2007 (المهرجان السابع والخمسون)، زار حوالي مليوني شخص مدينة سابورو لمشاهدة مئات التماثيل الثلجية والمنحوتات الجليدية في مواقع أودوري بارك وسوسوكينو، وفي وسط سابورو، وفي موقع ساتولاند. تم عقد مسابقة دولية لنحت الثلج في موقع أودوري بارك منذ عام 1974، وشارك 14 فريقًا من مختلف مناطق العالم في عام 2008.
يختلف موضوع التماثيل وغالبًا ما يتميز بحدث أو مبنى مشهور أو شخص من العام السابق. يتم أيضًا إنشاء عدد من الصالات المصنوعة من الثلج وتقام بعض الأحداث بما في ذلك العروض الموسيقية. في موقع ساتولاند، يمكن للزوار الاستمتاع بمنزلقات الثلج والجليد الطويلة بالإضافة إلى متاهة ضخمة مصنوعة من الثلج. يمكن للزوار أيضًا الاستمتاع بمجموعة متنوعة من الأطعمة الإقليمية من جميع أنحاء هوكايدو في مواقع منتزه أودوري وساتولاند ، مثل المأكولات البحرية الطازجة والبطاطس والذرة ومنتجات الألبان الطازجة.
كل عام يبلغ عدد التماثيل المعروضة حوالي 400 في المجموع. في عام 2007 تم إنشاء 307 تمثال في موقع أودوري بارك و 32 في موقع ساتولاند و 100 في موقع سوسوكينو. يمكن رؤية منظر جيد للإبداعات من برج التلفزيون في موقع أودوري بارك. 

## التاريخ
بدأ مهرجان الثلج كحدث لمدة يوم واحد في عام 1950، عندما قام ستة طلاب ثانويين محليين ببناء ستة تماثيل ثلجية في حديقة أودوري. في عام 1955 ، انضمت قوات الدفاع الذاتي اليابانية من قاعدة ماكوماناي القريبة وبنت أول منحوتات ثلجية ضخمة، والتي اشتهر بها مهرجان الثلج الآن. كانت هناك العديد من مهرجانات الثلج في سابورو قبل مهرجان سابورو للثلج ، ومع ذلك ، تم تعليق كل هذه خلال الحرب العالمية الثانية.
تم إنشاء منتزه ناكاجيما كأحد مواقع المهرجانات في عام 1990. ومع ذلك ، تمت إزالته كموقع في عام 1992. الموقع الثالث، المعروف باسم مهرجان سوسوكينو للجليد (す す き の 氷 の 祭典) ، يقع في منطقة الحياة الليلية في سوسوكينو وتشمل المنحوتات الجليدية في الغالب. تمت الموافقة على الموقع كأحد مواقع المهرجان في عام 1983. في كل عام ، تقام في الموقع مسابقة ملكة الجليد سوسوكينو ، وهي مسابقة جمال نسائية.
في 7 فبراير 2012 (المهرجان الثالث والستون)، انهار تمثال ثلجي، وأصيبت سيدة سياحية. هذا هو الحادث الأول في تاريخ مهرجان الثلج الذي يتسبب في إصابات بسبب انهيار أو انهيار تمثال ثلجي. كان تصميم التمثال الثلجي كبيرًا والساقين نحيفة والتوازن كان سيئًا. كانت درجة الحرارة في 6 فبراير 3.3 درجة مئوية ، ودرجة الحرارة في 7 فبراير 2.2 درجة مئوية. يُعتقد أن السبب هو أنه أصبح هشًا. رداً على ذلك ، قامت اللجنة التنفيذية بهدم كل أو جزء من التماثيل الثلجية الثقيلة و 10 منحوتات ثلجية مدنية حيث كان هناك خطر الانهيار.

## معرض الصور

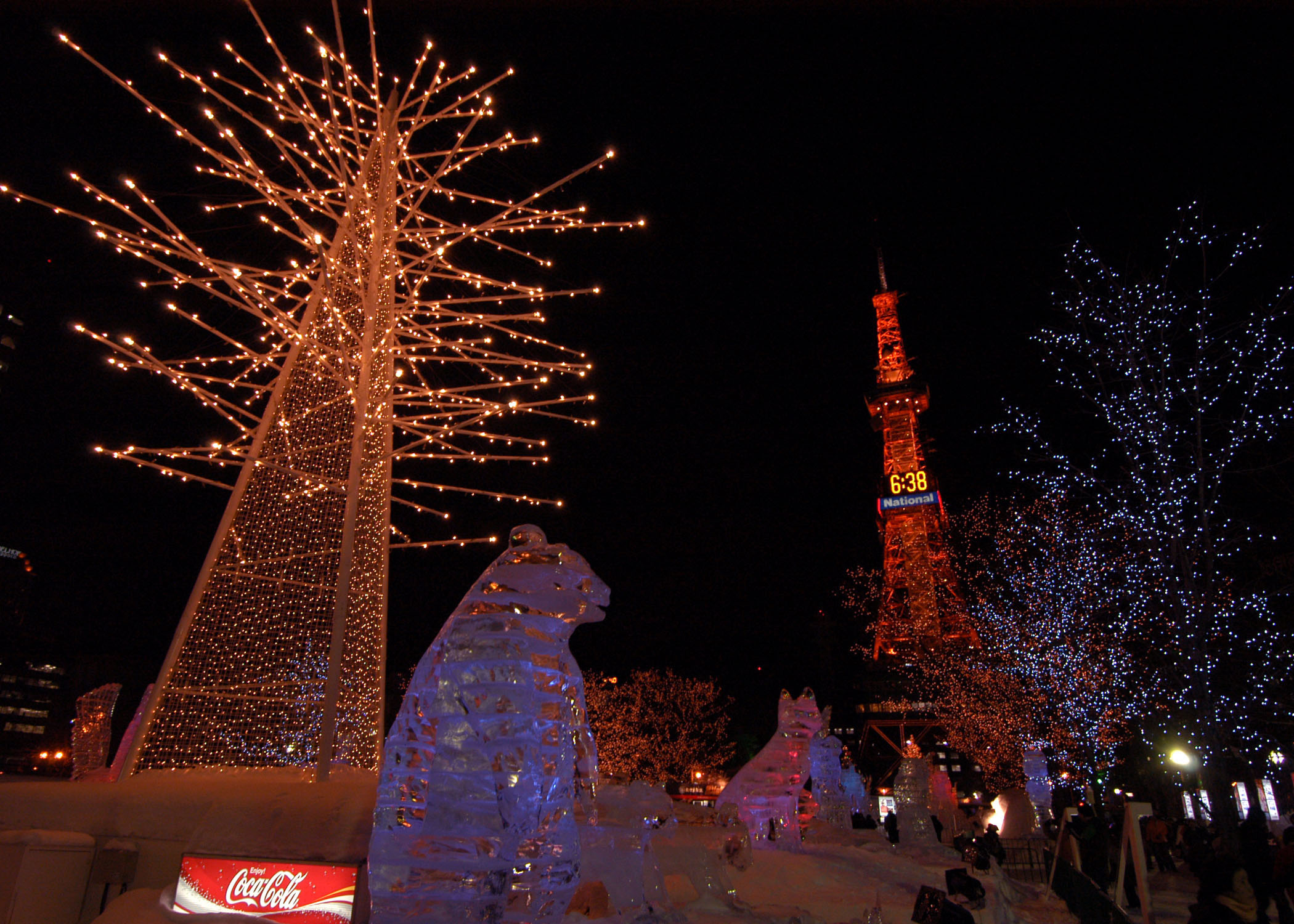
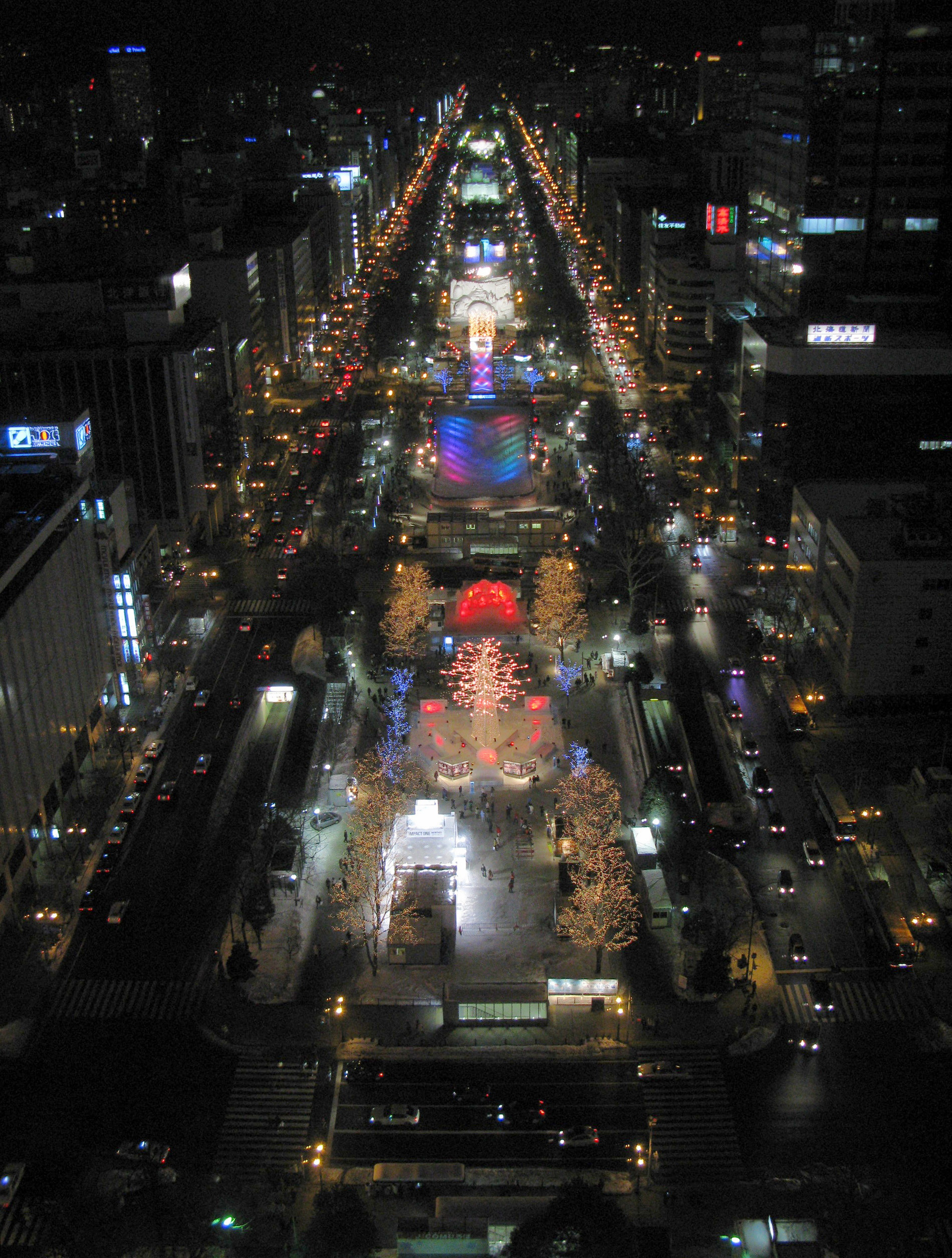
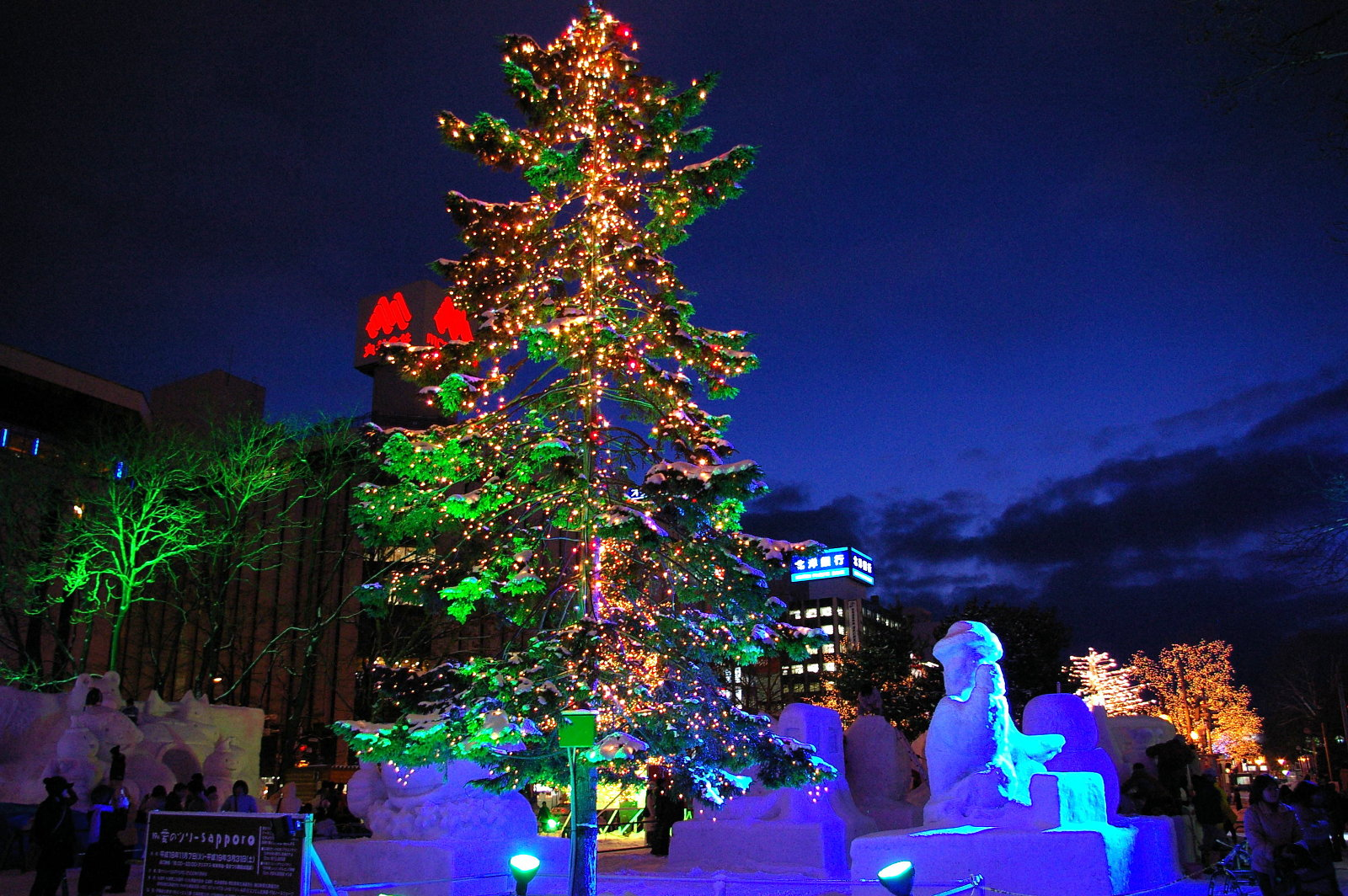
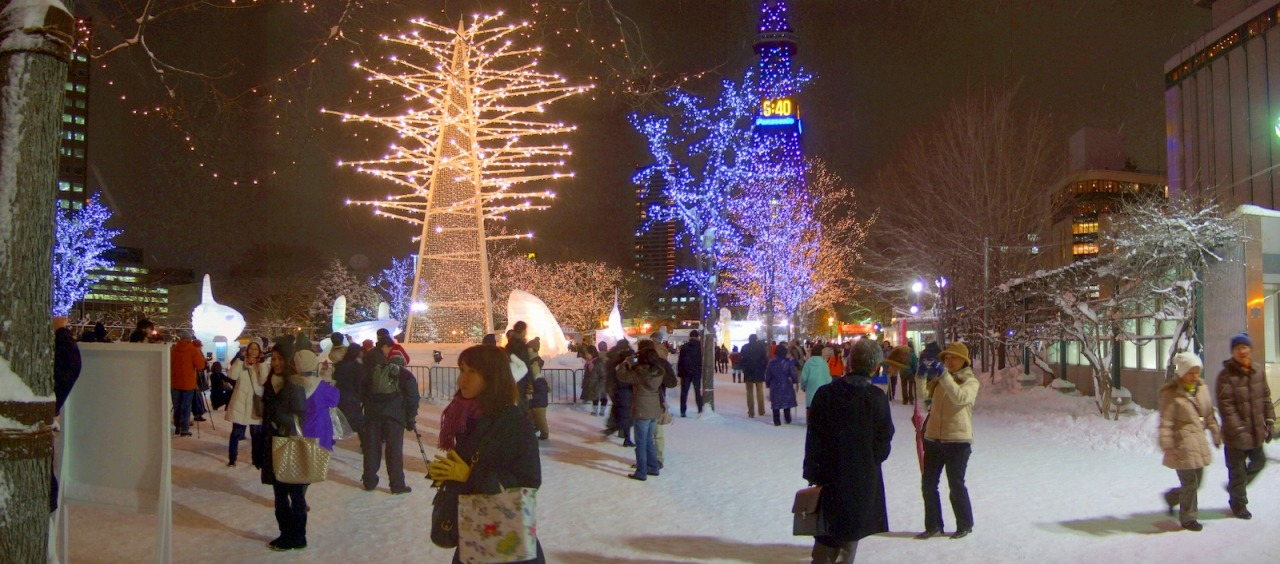
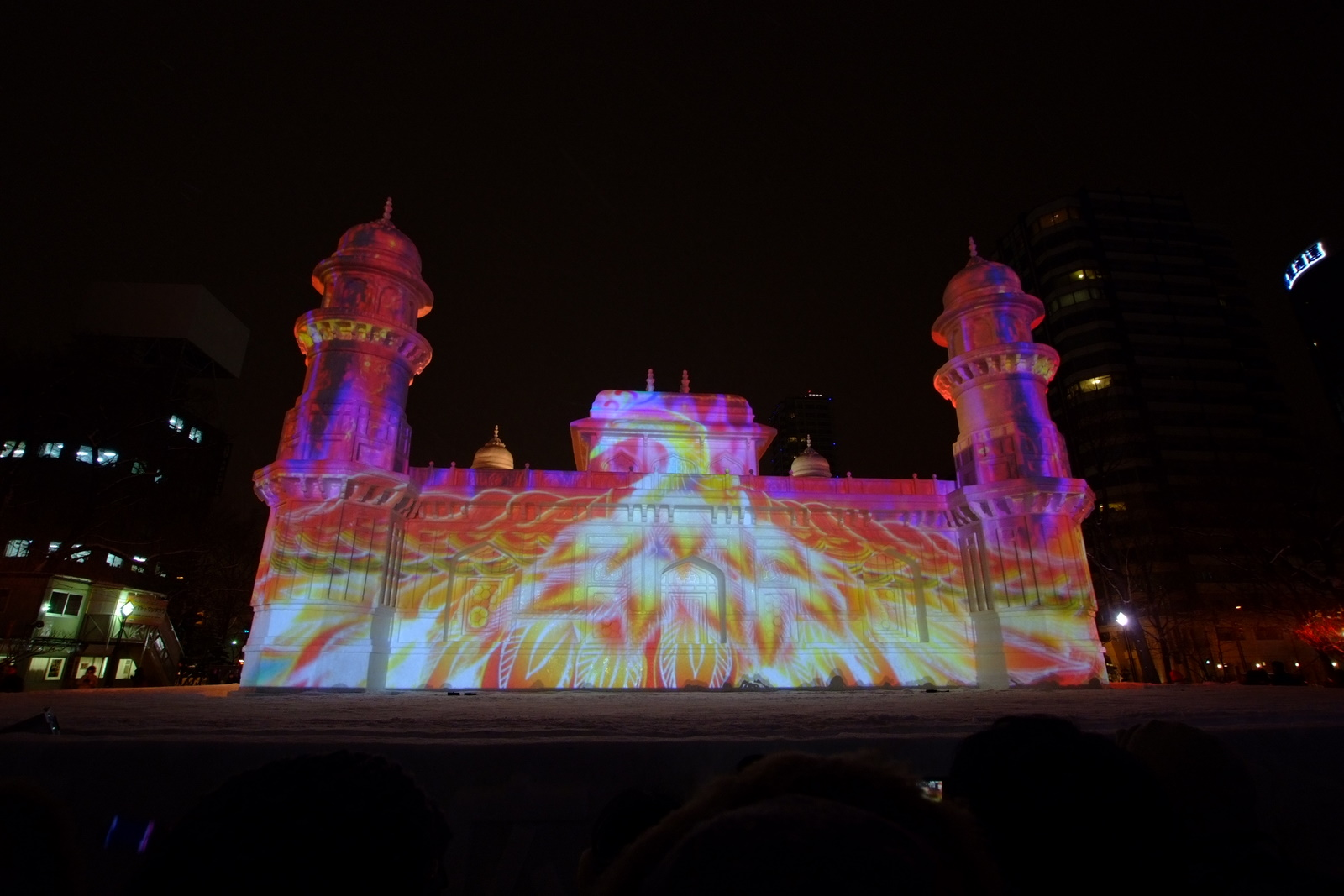

## روابط خارجية
- الموقع الرسمي
 (بالإنجليزية)